# Luk Pfaff
Luk Pfaff (* 1981 in Gießen) ist ein deutscher Schauspieler.
Aufgewachsen ist Luk Pfaff in Biebertal und machte sein Abitur an der Herderschule Gießen.
Im Jahr 2009 machte er seinen Abschluss an der Hochschule für Musik, Theater und Medien Hannover, nachdem er im Jahr 2006 sein Studium zum Bachelor of Arts, Sozialwissenschaften an der Heinrich-Heine-Universität in Düsseldorf abschloss. Während seines Studiums in Düsseldorf spielte er am Globe Theater sowie dem Rheinischen Landtheater in Neuss.
Im Jahr 2010 spielte er im Hamburger St.-Pauli-Theater in einer Inszenierung von Franz Wittenbrink. Im März 2011 war er in gleich zwei Fernsehfilmen zu sehen. In Tatort: Mord in der ersten Liga spielt er einen homosexuellen Fußballspieler und im Fernsehfilm Marco W. – 247 Tage im türkischen Gefängnis stellt er den Bruder von Marco Weiss, Sascha Weiss, dar.
Seit 2017 arbeitet Luk Pfaff als Synchronsprecher, Werbesprecher und Hörspielsprecher.
Luk Pfaff lebt in Berlin.

## Filmografie
- 2007: August (Kurzfilm)
- 2008: Taschengeld (Kurzfilm)
- 2009: B-Day (Kurzfilm)
- 2009: Die Auflehnung (Fernsehfilm)
- 2011: Tatort: Mord in der ersten Liga (Fernsehfilm)
- 2011: Marco W. – 247 Tage im türkischen Gefängnis (Fernsehfilm)
- 2011: Großstadtrevier (Fernsehserie, Folge: Nur das Beste)
- 2011: Inga Lindström: Frederiks Schuld (Fernsehfilm)
- 2011: Geschmackssache (Kurzfilm)
- 2012: SOKO Köln (Fernsehserie, Folge: In tödlicher Beziehung)
- 2012: SOKO Wismar (Fernsehserie, Folge: Die Brautentführung)
- 2013: Lilly Schönauer (Fernsehserie, Folge: Liebe mit Familienanschluss)
- 2013: Das merkwürdige Kätzchen
- 2013: SOKO Leipzig (Fernsehserie, Folge: Shopping)
- 2015: SOKO Stuttgart (Fernsehserie, Folge: Das Leben des Brian)
- 2016: Akte Ex (Fernsehserie, Folge: Bei Aufguss Mord)
- 2016: Inga Lindström (Fernsehfilm, Episode: Zurück ins Morgen)
- 2018: In aller Freundschaft – Die jungen Ärzte (Fernsehserie, Folge: Doppelter Schwindel)
- 2018: Die Spezialisten - Im Namen der Opfer (Fernsehserie, Folge: Klettermaxe)
- 2020: SOKO Stuttgart (Fernsehserie, Folge: Kindersegen)